# Нінбюттель
Нінбюттель (нім. Nienbüttel) — громада в Німеччині, розташована в землі Шлезвіг-Гольштейн. Входить до складу району Штайнбург. Складова частина об'єднання громад Шенефельд.
Площа — 4,16 км2. Населення становить 123 ос. (станом на 31 грудня 2020).